# Aguacaliente
Aguacaliente – miasto w Kostaryce; w prowincji Cartago; 29 700 mieszkańców (2006). Przemysł spożywczy, włókienniczy.